# Pedro Canísio
Pedro Canísio, S.J., (em neerlandês:  Pieter Kanis; Nimega, 8 de maio de 1521 - Friburgo, 21 de dezembro de 1597) foi um importante sacerdote jesuíta que lutou contra a disseminação do protestantismo na Alemanha, Áustria, Boêmia, Morávia (República Tcheca) e Suíça. A restauração da Igreja Católica na Alemanha depois da Reforma Protestante é atribuída ao trabalho da Companhia de Jesus, que ele liderava.
São Pedro Canísio foi beatificado pelo Papa Pio IX em 1864 e, posteriormente, canonizado e declarado um Doutor da Igreja (Malleus Hereticus, o "martelo dos hereges") em 21 de maio de 1925 pelo Papa Pio XI. O dia de sua celebração foi incluído no calendário hagiológico em 1926, sendo então escolhida a data de 27 de abril. Em 1969, foi alterada para 21 de dezembro, o aniversário de sua morte e, assim, o dia em que normalmente é celebrada a entrada de um santo no Céu (Die Natalis).

## Vida
Peter Kanis nasceu em Nimegue, no Ducado de Gueldres (até 1549, parte dos Países Baixos Espanhóis dentro do Sacro Império Romano, atualmente Países Baixos). Seu pai era um rico burgomestre chamado Jacob Kanis; sua mãe, Ægidia van Houweningen, morreu logo depois de seu nascimento. Foi enviado para a Universidade de Colônia, onde terminou seu mestrado com apenas dezenove anos. Lá, conheceu Pedro Fabro, um dos fundadores da Companhia de Jesus e, em 1543, tornou-se o primeiro holandês a se juntar à ordem dos jesuítas.
Devido ao seu trabalho na ordem, tornou-se um dos católicos mais influentes de seu tempo. Supervisionou a fundação e manutenção das primeiras faculdades jesuítas alemãs, frequentemente contando com recursos escassos. Por conta de suas frequentes viagens entre faculdades, algo fastidioso e arriscado naquela época, ficou conhecido como o "Segundo Apóstolo da Alemanha".
Pedro Canísio também exerceu forte influência sobre Fernando I, o imperador do Sacro Império Romano-Germânico, incessantemente lembrando-o do perigo iminente para sua alma caso ele concedesse mais direitos aos protestantes em troca de apoio militar. Quando percebeu que o filho e herdeiro de Fernando, Maximiliano, poderia se declarar abertamente protestante, convenceu o imperador a ameaçá-lo de deserdação caso abandonasse a fé católica.
Canísio foi um educador e pregador influente, especialmente por seu "Catecismo Alemão", um livro que definia os princípios básicos do catolicismo em alemão e que encontrou muitos leitores nos países onde é falado. Foi-lhe oferecido o posto de bispo de Viena, porém Canísio recusou-o para que pudesse continuar com suas viagens e pregações. No entanto, foi administrador apostólico da Diocese de Viena de 1554 a 1555 até que um bispo pudesse assumir. Mudou-se depois para a Alemanha e lá tornou-se um dos principais teólogos católicos durante o Colóquio de Worms em 1557, servindo depois como principal pregador da Catedral de Augsburgo de 1559 a 1568, onde diz-se que confessava sua fé católica de forma contundente pelo menos três ou quatro vezes por semana. Dizia-se que sua pregação era tão convincente que atraiu centenas de protestantes de volta para a velha fé.
Quando deixou a Alemanha, em 1590, a ordem dos jesuítas havia evoluído de quase nada para uma ferramenta poderosa da Contrarreforma. Canísio passou os últimos vinte anos de sua vida em Friburgo, Suíça, onde fundou uma escola preparatória jesuíta, o Collège Saint Michel, que preparou gerações de jovens para futuras carreiras através de estudos universitários e, sob administração cantonal secular, continua a existir como uma instituição preparatória co-educational.
Em 1591, aos setenta anos, Canísio sofreu um derrame que o deixou parcialmente paralisado, o que não o impediu de continuar a pregar e a escrever, com a ajuda de um secretário, até o dia de sua morte. Ele foi enterrado primeiro na Igreja de São Nicolau, mas seus restos foram depois transferidos para a igreja do colégio jesuíta que ele mesmo havia fundado e onde havia passado o último ano de sua vida. Ali foi enterrado em frente ao altar principal e o quarto que ele ocupou nos meses finais foi transformado numa capela aberta hoje à veneração dos fieis.

## Estratégia pastoral

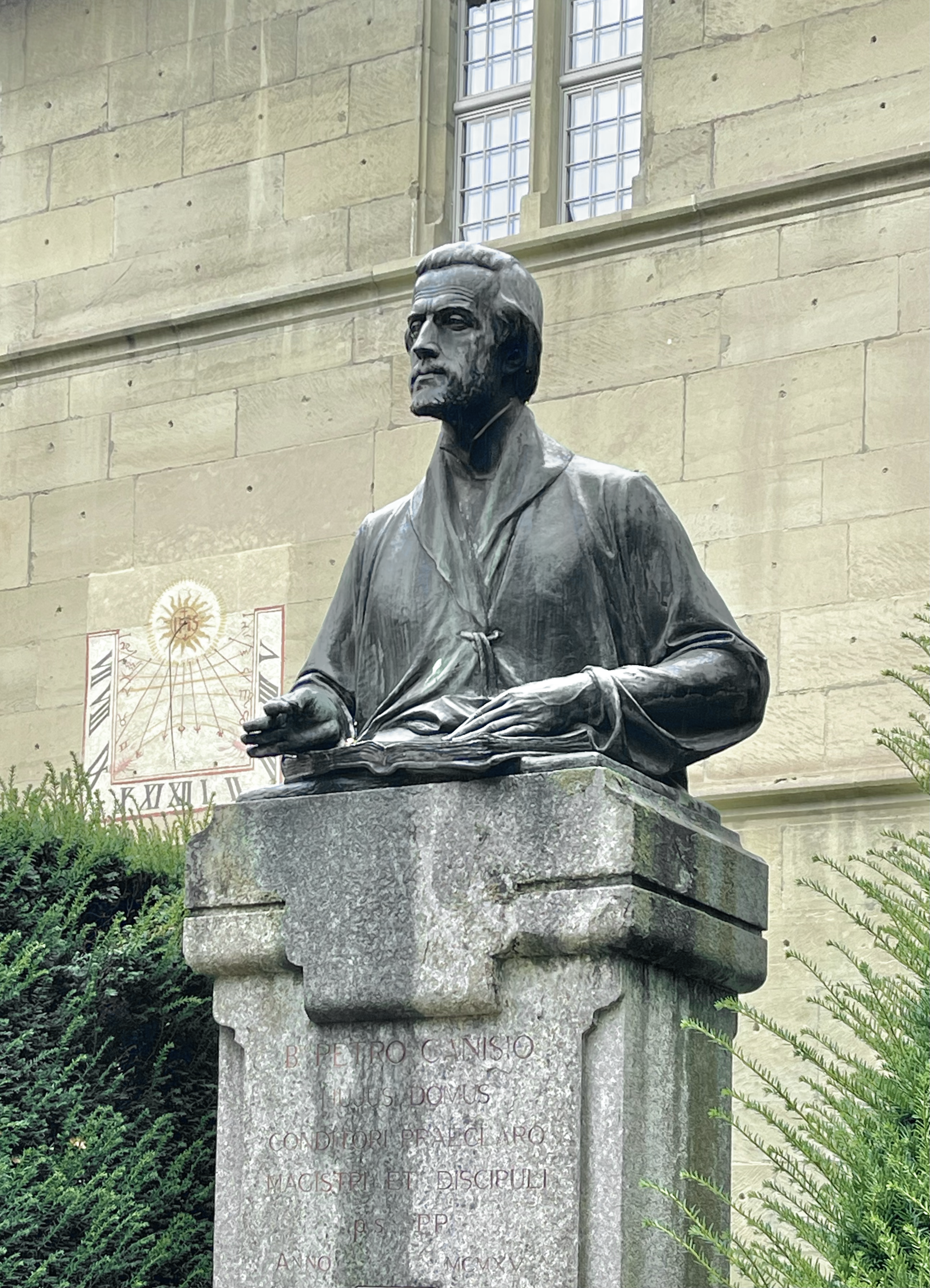
Santo Pedro Canísio

Pedro Canísio testemunhou o auge da Reforma Protestante e dedicou muito do seu trabalho para o esclarecimento da fé católica à luz da emergência das novas doutrinas protestantes. Seus três catecismos, publicados em latim e alemão, foram amplamente distribuídos e eram muito populares nas regiões católicas. Em sua luta contra o protestantismo alemão, esperava muito mais flexibilidade de Roma, argumentando que:
| “ | Se tratá-los bem, os alemães vão dar-lhe tudo. Muitos erram em matéria de fé, mas sem arrogância. Eles erram no costume alemão, mas são majoritariamente honestos, um pouco simplórios, mas muito abertos para tudo que seja luterano. Uma explicação honesta da fé seria muito mais eficaz do que um ataque polêmico contra os reformistas. | ” |
|   | — Pedro Canísio. |   |

Canísio rejeitava os ataques de católicos contra Calvino e Melâncton afirmando que "Com palavras como estas, nós não curamos pacientes, nós os tornamos incuráveis".

## Mariologia

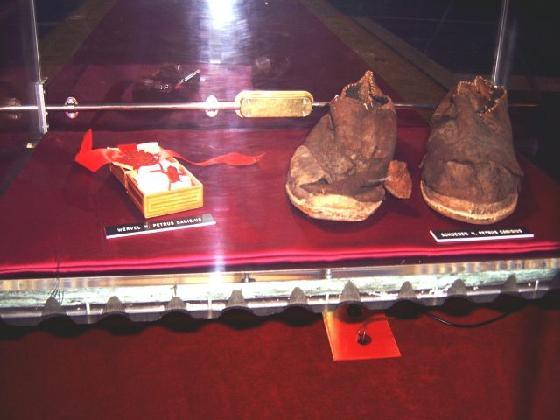
Relíquias associadas com São Pedro Canísio.

Canísio ensinava que, apesar de existirem muitos caminhos que conduzem a Jesus Cristo, a veneração da Virgem Maria é o melhor, como atestam seus sermões e cartas. Ele explica a Ave Maria como a base para a piedade católica mariana.
A Canísio se credita ainda a adição à Ave Maria da sentença final "Santa Maria, Mãe de Deus, orai por nós pecadores.", que apareceu pela primeira vez em seu catecismo de 1555. Onze anos depois, a sentença foi incluída no "Catecismo do Concílio de Trento" de 1566, tornando a oficial.
Teologicamente, Canísio defendeu a mariologia em seu livro de 1577, De Maria Virgine Incomparabili et Dei Genitrice Sacrosancta Libri Quinque. Da perspectiva atual, Canísio claramente se equivocou em algumas de suas fontes, mas, devido à sua análise factual de suas fontes originais, a obra representa um dos melhores avanços teológicos do século XVI.

## Obras
As obras de Canísio são:
- Summa doctrinae christianae, 1555
- Catechismus minimus, 1556
- Parvus catechismus catholicorum, 1558
- "Curta Epítome da Doutrina Cristã", edição de 1826 do catecismo da Igreja Católica, editado em três volumes em 1833